# نهر عنان
نهر عنان Annan River

نهر عنان (الملقب بaka Yuku Baja) هو النهر الذي يبدأ في نطاق يوركي Yorkey، شمال وشمال

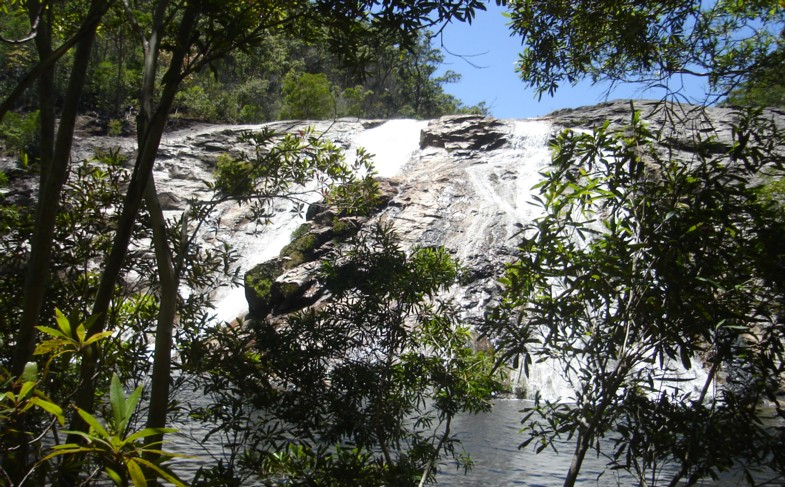
شلالات نهر عنان

 غرب Wujal Wujal في المناطق الاستوائية الرطبة أقصى شمال كوينزلاندبأستراليا, النهر يحصل على اكثرية هطول الأمطار البالغة حوالي 1800 ملم سنويا في ما بين شهري ديسمبر وأبريل، وهي فترة تعرف باسم موسم الأمطار.
جدير بالذكر أن هناك نهر آخر يحمل نفس الاسم نهر عنان-سكوتلاندا.
المصدر: مترجم Annan River